# Лопатино (Ленинский район)
Лопатино — посёлок городского типа (до 2019 года — деревня) в Ленинском городском округе Московской области России.

## География
Находится у юго-западной границы города Видного. Другие ближайшие населённые пункты — посёлок городского типа Боброво и деревня Суханово. С юга протекает река Гвоздянка.
К северо-востоку от старой частной застройки Дрожжино расположен коттеджный посёлок Суханово, к северо-западу — многоэтажный жилой комплекс Государев Дом. Оба комплекса примыкают к Расторгуевскому шоссе, проходящему на севере от Лопатино. Улицы ЖК Государев Дом — Сухановская и Солнечный бульвар.

## Этимология
Название деревни, предположительно, происходит от некалендарного личного имени Лопата.

## История
В XIX веке деревня Лопатино входила в состав Сухановской волости Подольского уезда.
В 1833 году владелицей деревни Лопатино указана Клементина Карловна фон Курьер, урождённая Андре, которая приходилась тётей жене химика Карла Ивановича Шлиппе.
До 2006 года Лопатино входило в Булатниковский сельский округ Ленинского района, а с 2006 до 2019 года в рамках организации местного самоуправления входило в Булатниковское сельское поселение Ленинского муниципального района.
К северо-западу от частной застройки Лопатино строится ЖК Государев Дом, состоящий из многоквартирных домов (первые очереди сданы в 2016—2017 годах).
Постановлением губернатора Московской области от 27 июня 2019 года деревня была наделена статусом посёлка городского типа (рабочего посёлка).
С 2019 года входит в Ленинский городской округ.

## Население
| 2002 | 2006 | 2010 | 2021  | 2023    | 2024    |
| ---- | ---- | ---- | ----- | ------- | ------- |
| 108  | ↘82  | ↗222 | ↗9814 | ↗13 687 | ↗15 366 |

В 1899 году в деревне проживало 149 человек.
Согласно Всероссийской переписи, в 2002 году в деревне проживало 108 человек (50 мужчин и 58 женщин). По данным на 2005 год в деревне проживало 82 человека. Согласно Всероссийской переписи, в 2010 году в деревне проживало 222 человека. В настоящее время население значительно возросло в связи со строительством многоквартирных домов ЖК Государев Дом.

## Инфраструктура
- Примыкает к Расторгуевскому шоссе. Улицы — Сухановская и Солнечный бульвар (ЖК Государев Дом), Моряков.
- Лопатинская средняя общеобразовательная школа (ЖК Государев Дом).
- Несколько детских садов.
- ТЦ Аструм-Видное (ЖК Государев Дом).
- универсам «Верный» и ряд других магазинов.